# Monasterio de Santa María de Carbajal
El monasterio de Santa María de Carbajal es un cenobio de monjas benedictinas conocido popularmente por el nombre de «las Carbajalas»; se encuentra en la ciudad de León, España, en el barrio Húmedo dentro del Casco Antiguo y parte de sus edificios tienen fachada a la plaza del Mercado. Su origen data de mediados del siglo XII cuando algunas monjas pertenecientes al monasterio de San Pelayo en León fueron trasladadas al lugar de Carbajal de la Legua. A partir de este momento tomaron el nombre de Santa María de Carbajal. Se mantuvieron en esta zona 452 años hasta que en 1600 se trasladaron de nuevo a la ciudad de León.

## Antecedentes históricos
Ramiro II tenía su palacio en esta ciudad y junto a él fundó el monasterio de San Salvador de Palat del Rey (931-951) y también un cementerio, considerado como el primer panteón real leonés. El rey reunió para este monasterio una comunidad de monjas pertenecientes a la realeza al frente de la cual puso como abadesa a su hija Elvira Ramírez. Había otro monasterio llamado San Pelayo y fue allí donde se trasladó la nueva comunidad. Las monjas permanecieron en este lugar durante 20 años hasta las razias de Almanzor, a partir de 988. En febrero de 995, las monjas que aun permanecían en León y las reliquias del niño mártir se retiraron a Oviedo
donde el monasterio de San Juan Bautista pasó a denominarse de San Pelayo. y
En época de Alfonso V, nieto de Sancho I, se restauró el monasterio de San Pelayo de León y se trasladó allí todo el complejo integrado por el palacio, panteón real y monasterio de San Salvador de Palat del Rey, y a él regresaron las monjas desde Oviedo. La reina Sancha Alfónsez de León, hija de Alfonso V, y casada con Fernando I fue abadesa seglar de este monasterio de San Pelayo. Estos reyes lo engrandecieron con las reliquias de san Isidoro y de san Vicente, así como con tesoros y un considerable patrimonio. En 1148, la infanta Sancha Raimúndez (hermana de Alfonso VII y bisnieta de Sancha Alfónsez) permutó la comunidad de canónigos regulares de San Agustín que residían en la localidad de Carbajal de la Legua con las monjas del monasterio de León. A partir de ese año, San Isidoro de León se elevó a abadía dependiendo directamente de Roma y los canónigos agustinos sus responsables.
En octubre de 1151, la infanta Sancha donó al monasterio y a su abadesa, Mayor, el monasterio de San Juan de Grecisco, ubicado cerca del de San Isidoro, con todas las pertenencias del monasterio en León y en los lugares de Torneros, Grulleros, Banuncias, Grisuela del Páramo y Santa Cristina del Páramo para el sustento de las monjas.

## Traslado de las monjas a Carbajal de la Legua. Regreso a León
Quedaron pues las monjas establecidas en Carbajal de la Legua en un monasterio que se llamó desde entonces Santa María de Carbajal. La nueva etapa duraría 452 años. Durante todo este tiempo la comunidad llegó a adquirir un buen patrimonio gracias a las donaciones de reyes y obispos, además de las dotes que iban aportando las novicias. A finales del siglo XVI se fue preparando un nuevo traslado de regreso a la ciudad de León. Las monjas pidieron ese cambio alegando temas de carácter económico, religioso e incluso de salud pues decían que al ser la zona pantanosa llegaba a ocasionar enfermedades. Así fue como en 1600, treinta monjas benedictinas —todas ellas pertenecientes a la nobleza leonesa— llegaron a la ciudad de León trayendo con ellas su rico archivo. Las crónicas dan cuenta de esta llegada y de cómo fueron recibidas con gran ceremonial.
La familia de los Quiñones de Alcedo ofreció a las monjas el lugar donde refugiarse: fuera de las murallas romanas, en el barrio llamado entonces del Burgo Nuevo en la plaza del Grano conocida también como plaza del Mercado y plaza de Santa María del Camino. Como recuerdo de esta donación puede verse en la capilla mayor una placa conmemorativa y por doquier los escudos de este linaje. En el siglo XXI allí sigue la comunidad benedictina, una comunidad docente que además participa cada año en determinados actos organizados por distintas cofradías en la Semana Santa leonesa. Ellas son parte del recorrido de los Cuatro Conventos junto con las Clarisas Descalzas, Agustinas Recoletas y Concepcionistas.